# Ober-Werbe
Ober-Werbe is een stadsdeel van Waldeck in Hessen in Duitsland. Ober-Werbe hoort bij het district Waldeck-Frankenberg. Ober-Werbe ligt aan de Uerdinger Linie, in het traditionele gebied van het Hoogduits. Ober-Werbe ligt bij Nieder-Werbe, niet ver verwijderd van Korbach.

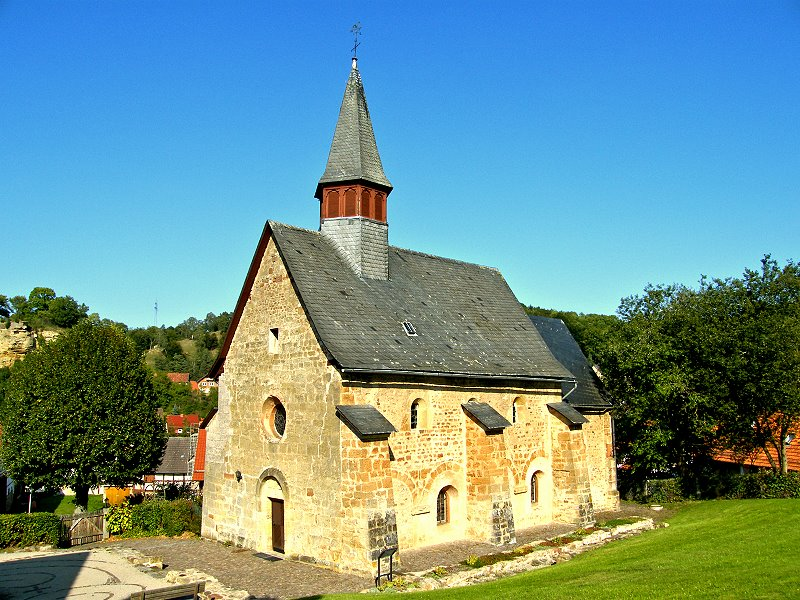
Kerk